# Kammermusik n. 4
La Kammermusik n. 4, op. 36 n. 3 (Concerto per violino e orchestra) è una composizione di Paul Hindemith del 1925.

## Storia della composizione
Nello stesso anno in cui componeva la Kammermusik n.3 op. 36 n. 2, Hindemith iniziò a mettere sul pentagramma anche la Quarta Kammermusik, questa volta con il violino quale strumento solista. Tale scelta fu un voluto omaggio all’amico e collega Licco Amar, fondatore e primo violino del Quartetto per archi Amar di cui facevano parte Walter Caspar (secondo violino), Paul Hindemith (viola) e il fratello di questi Rudolf Hindemith (violoncello). Si tratta di un’altra composizione nella quale si possono ravvisare i segni del “ritorno a Bach” da parte del musicista di Hanau, una fase peraltro della sua attività di compositore alla quale egli giunse per via dell’influenza esercitata dalle tendenze e dalle teorie “oggettivistiche” proprie della cultura musicale tedesca, più che per il riflesso delle esperienze neoclassiche contemporanee dei circoli dell’avanguardia francese (e più specificamente parigina), sia pur rispondendo a indirizzi di gusto e a esigenze intellettuali, osserva Guido Turchi, che si delinearono pressoché in tutta l’arte e la cultura del tempo in Europa. Non c’è alcun dubbio che il neoclassicismo di Hindemith abbia un timbro e un suono ben diverso da quello di altri musicisti contemporanei, quali ad esempio Igor Stravinskij o i seguaci di Erik Satie e Jean Cocteau (il cosiddetto “Gruppo dei sei”). D’altra parte, si deve tenere conto del fatto che per un musicista così schiettamente germanico come Hindemith, profondamente legato alla tradizione musicale tedesca, l’influenza esercitata dall’arte del sommo Bach non potesse che essere connaturata al suo spirito di compositore.
Terminata di comporre nell’autunno del 1925, la Kammermusik n. 4, op. 36 n. 3 è una delle più note tra le sette dell’autore ed è entrata a far parte del repertorio di alcuni dei maggiori violinisti di tutti i tempi, tra cui Igor Oistrakh. 

## Struttura della composizione
La quarta Kammermusik risale a un periodo dell’attività creativa di Hindemith durante il quale il compositore tedesco catalogava gran parte dei suoi lavori con il nome di “Gebrauchsmusik” (musica di consumo), ossia pensati e scritti per poter essere eseguiti anche da musicisti non professionisti in quanto richiedenti una capacità tecnica da discreto dilettante. In tal modo, Hindemith si richiamava a una tradizione risalente al periodo della musica barocca. In effetti, una buona parte delle composizioni di quel periodo aureo della storia della musica veniva scritta specificamente per esecutori non in possesso della tecnica dei virtuosi e per finalità che, talvolta, si limitavano a circostanze di secondo piano come un ballo durante una cena, oppure una celebrazione liturgica domenicale.
Tuttavia, pur risalendo al periodo sopra accennato, la quarta Kammermusik non si può propriamente definire musica destinata a discreti dilettanti. Al contrario, la si può considerare come la più ambiziosa dell’intera serie e, a differenza delle due precedenti dell’opera 36 dove lo strumento solista assume un rango di “primus inter pares”, qui il violino è a tutti gli effetti un vero e proprio strumento solista concertante. Quanto all’orchestra, più ampia delle precedenti per numero di esecutori, è costituita principalmente da strumenti a fiato (2 ottavini, 2 clarinetti in si bemolle, 2 clarinetti bassi, 2 fagotti, controfagotto, tromba, trombone e basso tuba), oltre che da viole, violoncelli e contrabbassi, più 4 tamburelli privi di sonagli per le percussioni.    
Il primo movimento, che reca in partitura l’indicazione Signal: Breite majestätische Halbe (Segnale, largo e maestoso alla minima), è in effetti più un’introduzione al movimento successivo che un movimento autonomo vero proprio; l’avvio spetta ai fiati che lanciano una serie di energici richiami, poi è la volta della tromba e delle percussioni che sottolineano il ritmo vigoroso e martellante della musica. Segue l’apparizione degli archi bassi che ripetono il motivo ostinato iniziale, ma in tono meno energico e marziale, che conduce al ritorno dei fiati con il loro motto insistente. Un crescendo riporta al motivo iniziale, che sfocia in una stentorea fanfara con la quale si conclude l’introduzione.
Senza alcuna pausa, il violino solista fa la sua prima apparizione dando il via al secondo movimento Sehr lebhaft (Molto vivace); il ritmo è brioso e trascinante e le varie sezioni orchestrali fanno di volta in volta il loro ingresso nell’accompagnare il violino con il suo instancabile moto continuo, fin quando, dopo un iniziale crescendo seguito da un diminuendo dell’orchestra, spetta alla tromba dare il via a una parentesi relativamente più  tranquilla, quasi un rifiatare dopo una lunga rincorsa. Ma è solo un breve momento; presto riprende il ritmo rapido e la sonorità energica, particolarmente a opera degli ottoni con la loro stentorea voce, che cedono a loro volta il passo agli archi, finché il violino riporta a un ritmo meno impetuoso, accompagnato dagli strumenti a fiato che prendono un tono alquanto bonario ed elusivo. Poi è la volta delle viole con il loro caratteristico timbro velato e un poco malinconico, che conducono a un’altra parentesi di quiete in cui, dopo il clarinetto con il suo tono pensoso e alquanto serio, ritorna il solista a far udire la sua voce. Il dialogo tra violino e i fiati sembra volersi spegnere poco per volta, ma poi ritorna la voce squillante della tromba con il sostegno delle percussioni, che precede la breve e brusca conclusione.   
Il terzo movimento Nachtstück: Mäßig schnelle Achtel (Notturno: Moderatamente veloce alla croma) è il più lungo ed è anche quello dove maggiormente si intensifica un inquieto umore meditativo; da notare inoltre che in questo Notturno Hindemith rinuncia alle sonorità marcate di trombone, tuba e percussioni. Dopo l’introduzione in tono grave e severo degli strumenti a fiato e degli archi, fa il suo ingresso il violino solista con un ampio arco melodico che si staglia su un sottofondo in cui dominano i colori oscuri degli archi bassi; poco per volta la musica sale d’intensità passando da un tono d’inquietudine a uno di acuta angoscia che viene bruscamente interrotto dall’intervento dei fiati a brevi note ripetute, ai quali segue il ritorno del violino solista accompagnato dagli archi bassi e dai fiati in staccato. Si ha la sensazione di un paesaggio silvestre avvolto dalle tenebre, a ravvivare il quale si ode solo il canto di uccelli proveniente dal fitto dei boschi, fin quando poco alla volta cala ovunque il silenzio più completo. 
Il quarto movimento Lebhafte Viertel (Vivace alla semiminima) si basa su un animato motivo di marcia affidato alla tromba che assume un ruolo di primo piano, mentre l’ottavino con i suoi trilli rinvia, malgrado la gaiezza del tono, al segnale dell’introduzione. La musica prende uno svolgimento pieno di brio, per due volte interrotto da una cadenza alquanto austera del violino, sostenuto dall’accompagnamento marcatamente ritmato dei tamburi, mentre gli interventi occasionali del basso tuba aggiungono al tutto uno senso di bonaria e goffa allegria. 
Al termine della seconda cadenza, il solista attacca senza interruzione il quinto e ultimo movimento So schnell wie möglich (Veloce quanto possibile); si tratta di una sorta di stretta conclusiva, un vero e proprio moto perpetuo come un omaggio all’arte violinistica virtuosa di Paganini formato da una catena ininterrotta di crome che conduce a una cadenza pressoché forsennata, con l’intervento degli altri strumenti che assume una melodiosità quasi surreale in confronto allo scoppiettante e travolgente impeto del violino solo.   

## Discografia parziale
- Kolja Blacher; Berliner Philharmoniker, Claudio Abbado (EMI)
- Michael Guttman; Philharmonia Orchestra, José Serebrier (ASV)
- Wolfgang Hock; Ensemble 13 Baden-Baden, Manfred Reichert (Deutsche Harmonia Mundi)
- Konstanty Kulka; Royal Concertgebouw Orchestra, Riccardo Chailly (Decca)
- Igor Oistrakh; Moscow Radio-TV Symphony Orchestra, Gennady Rozhdestvensky (EMI - Melodiya)
- Dene Olding; Queensland Symphony Orchestra, Werner Andreas Albert (CPO)